# Cotinusa trimaculata
Cotinusa trimaculata là một loài nhện trong họ Salticidae.
Loài này thuộc chi Cotinusa. Cotinusa trimaculata được Cândido Firmino de Mello-Leitão miêu tả năm 1922.